# Zhang Xiangru
Zhang Xiangru (chinesisch 張相如 / 张相如, Pinyin Zhāng Xiāngrú; † 164 v. Chr.) war ein hoher chinesischer Beamter und Militärführer während der westlichen Han-Dynastie. Er war Gouverneur von Hejian. In dieser Funktion nahm er im Jahre 196 am Feldzug gegen Chen Xi teil und wurde als Belohnung zum Grafen von Dongyang (東陽侯) geadelt. Bereits seit dem Jahr 201 v. Chr. war er Berater im Kaiserpalast und stand so hoch im Ansehen von Kaiser Wen, dass er Privatlehrer für den Thronfolger wurde, später verlor er diese Position jedoch. Er gehörte zu jenen, die Jia Yi aufgrund seines jugendlichen Alters als Gefahr betrachteten und ihn vor dem Kaiser schlecht machten.
Im Jahre 166 wurde er zum Oberkommandierenden ernannt und leitete die Abwehr eines Angriffes der Xiongnu, die bis in die Nähe der Hauptstadt Chang’an vorgedrungen waren. Zhang starb zwei Jahre später.